# Sąd Najwyższy Nevady
Sąd Najwyższy Nevady (Supreme Court of Nevada) - najwyższy organ władzy sądowniczej w amerykańskim stanie Nevada. Składa się z siedmiu sędziów wybieranych na sześcioletnią kadencję w wyborach bezpośrednich.  Choć oficjalnie wszyscy kandydaci startują w nich jako niezależni (a nie członkowie partii), w praktyce znane są zwykle ich sympatie polityczne. Co dwa lata odnawia się 1/3 składu sądu. W przypadku opróżnienia urzędu sędziego przed końcem kadencji, gubernator powołuje osobę mającą dokończyć tę kadencję. Sędzia o najdłuższym stażu automatycznie zostaje prezesem sądu, na dwuletnią kadencję.
W większości stanów USA stanowe sądy najwyższe pełnią rolę sądów konstytucyjnych oraz sądów trzeciej instancji (kasacyjnych). W Nevadzie, ze względu na brak instytucji typowego sądu apelacyjnego, Sąd Najwyższy jest sądem drugiej instancji w niemal wszystkich sprawach rozpatrywanych przez sądy stanowe (z wyjątkiem spraw o wykroczenia i innych bardzo drobnych). Powoduje to, iż liczba wpływających do niego spraw jest niezwykle duża. Aby podołać takiemu obciążeniu Sądu, sędziowie odeszli od spotykanego zwykle w amerykańskich sądach najwyższych orzekania w pełnym składzie (zostało to zarezerwowane dla spraw szczególnie kontrowersyjnych oraz dotyczących kwestii konstytucyjnych). Zamiast tego rozpatrują większość apelacji w składach trzyosobowych, tworzonych na stałe (a nie ad hoc do każdej sprawy) na okres jednego roku. Równocześnie od lat środowiska prawnicze, w tym sami sędziowie Sądu Najwyższego, lobbują na rzecz utworzenia stanowego sądu apelacyjnego, lecz jak dotąd bez powodzenia. 

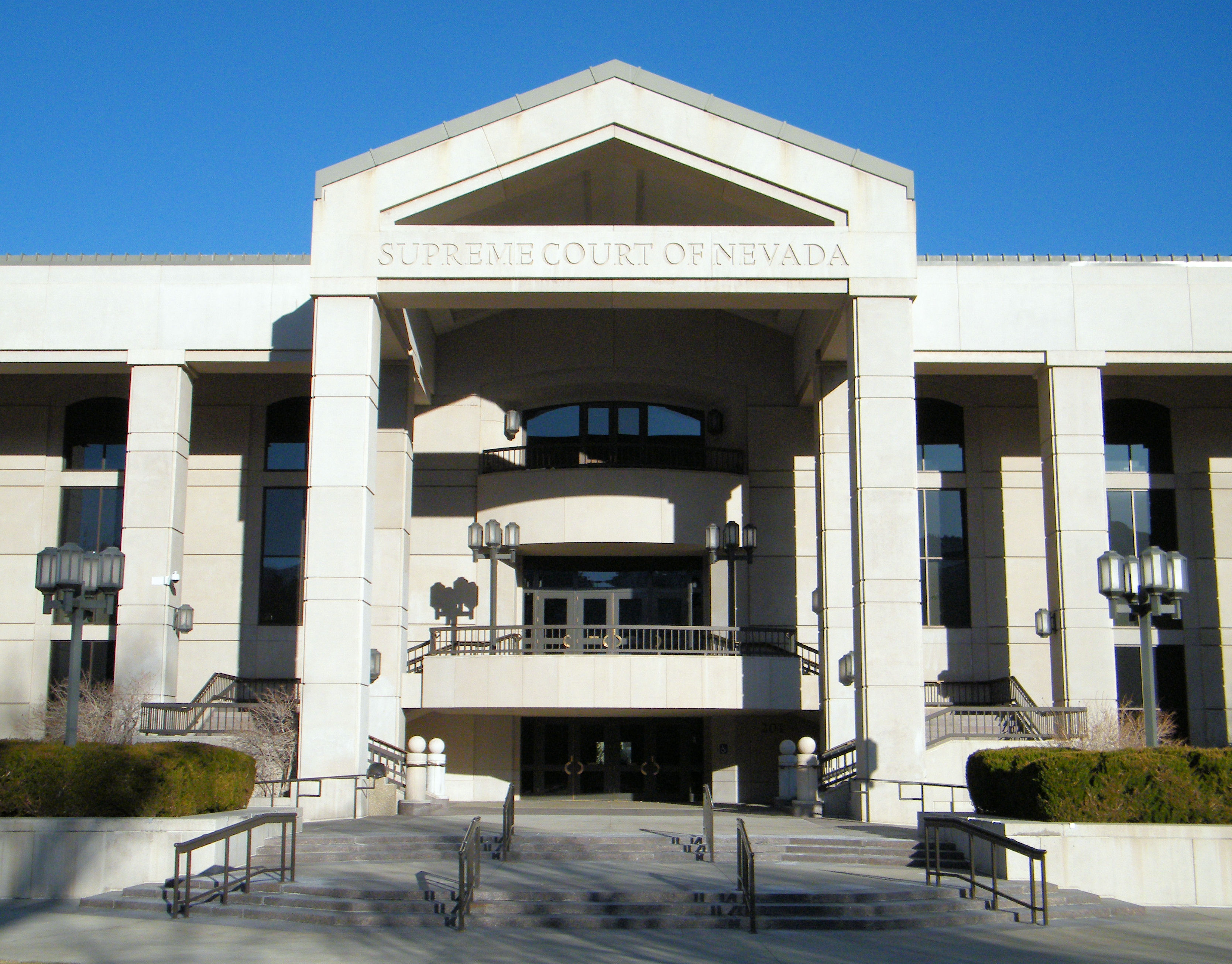
Gmach Sądu Najwyższego Nevady w Carson City

## Skład
stan na 31 lipca 2010
- Mark Gibbons - prezes
- Michael Cherry
- Kris Pickering
- Nancy Saitta
- Michael Douglas
- James Hardesty
- Ron Parraguirre